# قائمة رجال الدين العلماء الكاثوليك

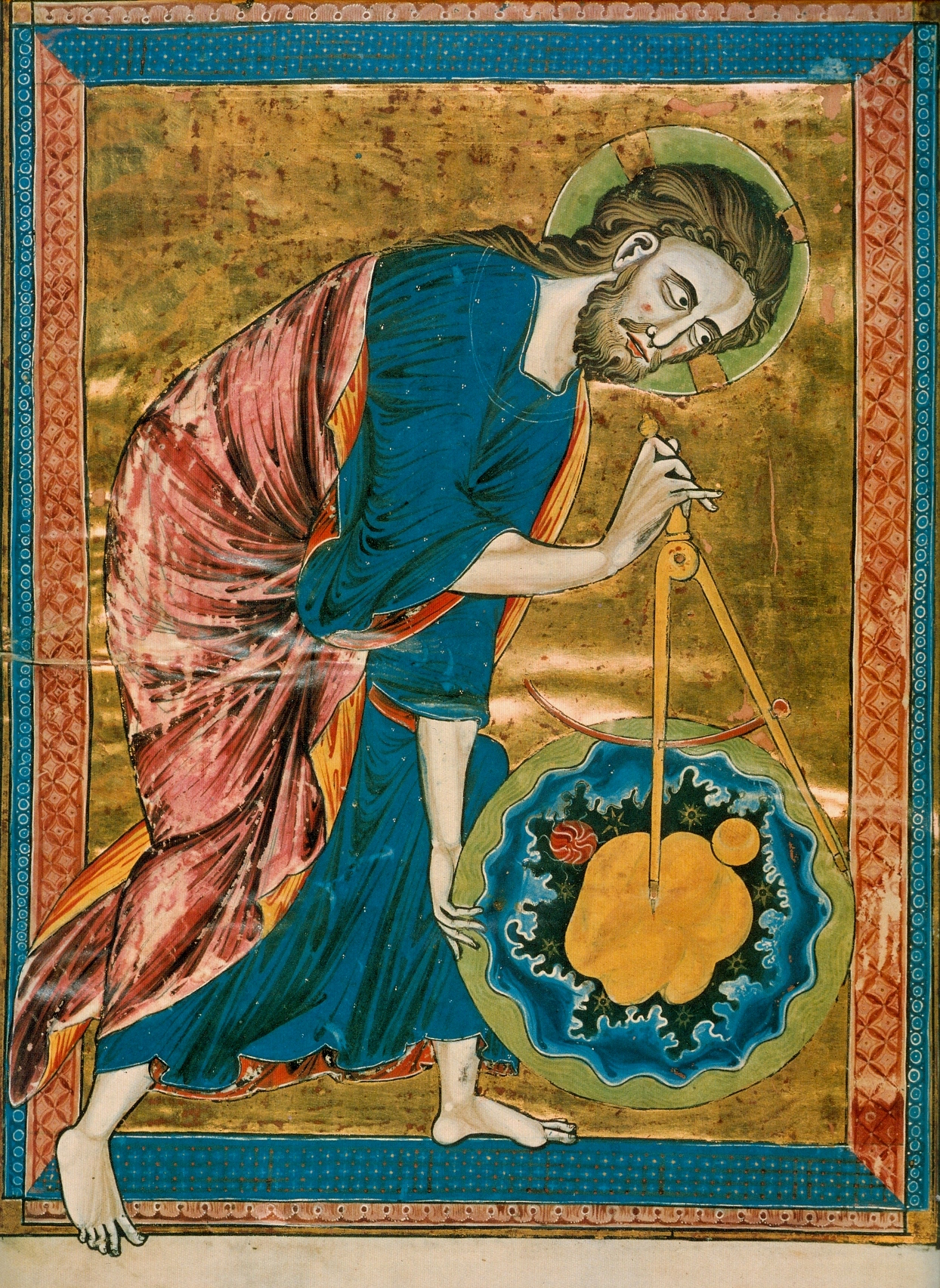
العلم، وبخاصة علم الهندسة وعلم الفلك، ارتبط ارتباطًا مباشرًا مع الإلهيات في معظم الأبحاث العلمية في العصور الوسطى. البوصلة في هذا مخطوط الذي يعود للقرن 13 هو رمز للخلق.

قدم العديد من رجال الدين في الكنيسة الرومانية الكاثوليكية على مر التاريخ اساهمات كبيرة في مجال العلوم.

## مقدمة
عدد كبير من الكهنة برزوا كعلماء، وكثير منهم كانوا من الرهبانية اليسوعية، كان منهم رواد في علم الفلك، وعلم الوراثة، وعلم المغناطيسية الأرضية، وعلم الطقس، والزلازل، والفيزياء الشمسية، والطب وأصبح بعض منهم «الآباء» لهذه العلوم.
قائمة العلماء من رجال الدين تشمل أسماء لامعة مثل نيكولاس كوبرنيكوس ويُعتبر أول من صاغ نظرية مركزية الشمس وكون الأرض جرماً يدور في فلكها، غريغور يوهان مندل وهو من أهم علماء الجينات والوراثة، جورج لومتر، ألبيرتوس ماغنوس مكتشف عنصر الزرنيخ، روجر بيكون، بيير غاسيندي، جوزيف روجيه، مارين ميرسين، فرانشيسكو ماريا جريمالدي، كريستوفر كالفوس، نيكولاس ستينو أب علم وصف طبقات الأرض وله اسهامات في علم التشريح، رينه جوت هواي مؤسس علم البلورات،، أثانيسيوس كيرتشر مخترع المكبر، جيوفاني باتيستا ريتشيولي، وليام الأوكامي، البابا سلفستر الثاني الذي أدخل إلى أوروبا الاباكوس، جيوفاني باتيستا زوبي وكان أول من اكتشف بأن عطارد له طور كوكبي مثل القمر والزهرة، بيازي والذي أشتهر باكتشافه كويكب يدعى سيريس، ثيودوريك بورجنوني له إسهامات هامة في طب الجراحة والمطهرات ومواد التخدير، جيوفاني جيرولامو ساتشيري وضع نظريات أساس الهندسة الزائدية، البابا غريغوريوس الثالث عشر معروف في إصلاح واصدار التقويم الغريغوري، والراهب الهنغاري انويس جدليك وهو من مخترعي الدينامو والمحرك الكهربائي وغيرهم. وقد أنتجت الكنيسة الكاثوليكية أيضًا العديد من العلماء الكاثوليك وعلماء الرياضيات من غير رجال الدين.

### اليسوعيون
تاريخيًا كانت الرهبانية اليسوعية من أهم رعاة العلوم في الكنيسة الكاثوليكية، فقد أنشأ اليسوعيين عدد كبير من الجامعات والمدارس والكليّات والمؤسسات التعليمية المرموقة، مما أدى إلى نشاط عدد منهم في العلوم. وشكلت جامعات اليسوعيين معاقل للفكر والعلم ومن مراكز النخبة الثقافية.
| قائمة رجال الدين العلماء الكاثوليك | اليسوعيين ساهموا في تطوير ساعات البندول، البارومترات، التلسكوبات والمجاهر، البصريات والكهرباء المغناطيسية، وفي كافة المجالات العلمية المختلفة. لاحظوا، في بعض الحالات قبل أي شخص آخر، المجموعات الملونة على سطح المشتري، وسديم المرأة المسلسلة وحلقات زحل. وضعوا نظرية حول الدورة الدموية (مستقلة عن نظرية وليم هارفي)، ونظرية الاحتمال النظري للطيران، وطبيعة المد والجزر للضوء. رسموا خرائط النجوم لنصف الكرة الجنوبي، وأطلقوا نظرية المنطق الرمزي، واوجدوا تدابير مراقبة الفيضانات في الأنهار وأدخلوا علامات الجمع والطرح في الرياضيات، كانت كل هذه الإنجازات النموذجية اليسوعية، ولا تستطيع عدم احتساب اليسوعيون عند الحديث عن العلماء المؤثرين امثال فيرما، هيغنز ونيوتن. | قائمة رجال الدين العلماء الكاثوليك |
| — جوناثان رايت، كتاب جنود الله.    | |                                    |

وبسبب الإسهامات الكبيرة لليسوعيين في تطوير علم الزلازل الكبيرة فقد أطلق على علم الزلال «بالعلوم اليسوعية». وكما وقد وُصف اليسوعيون بأنهم المساهمون الوحيدين والأهم في الفيزياء التجريبية في القرن السابع عشر. بالإضافة إلى أن فقد تمت تسمية 35 من الفوهات على سطح القمر على أسماء علماء ورياضاتيين يسوعيين.
كذلك بذل رهبان الإرساليات اليسوعية في الصين والهند جهدًا هامًا في العلوم خاصًة في الرياضيات والفلك والهيدروليكية والجغرافيا عن طريق ترجمة الأعمال العلمية إلى اللغة الصينية وتطويرها. وبحسب توماس وودز فاليسوعيين طوّروا مجموعة كبيرة من المعارف العلمية ومجموعة واسعة من الأدوات العقلية لفهم الكون المادي، بما في ذلك الهندسة الإقليدية التي طورت مفهوم حركة الكواكب.

## قائمة رجال الدين- العلماء الكاثوليك
هذه القائمة ليست شاملة، القائمة تتضمن أسماء بعض أبرز رجال الدين الكاثوليك ممن عملوا في مجال العلوم والطب.

### أ

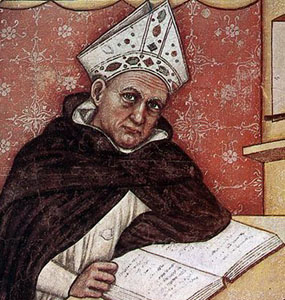
ألبيرتوس ماغنوس؛ مكتشف عنصر الزرنيخ.

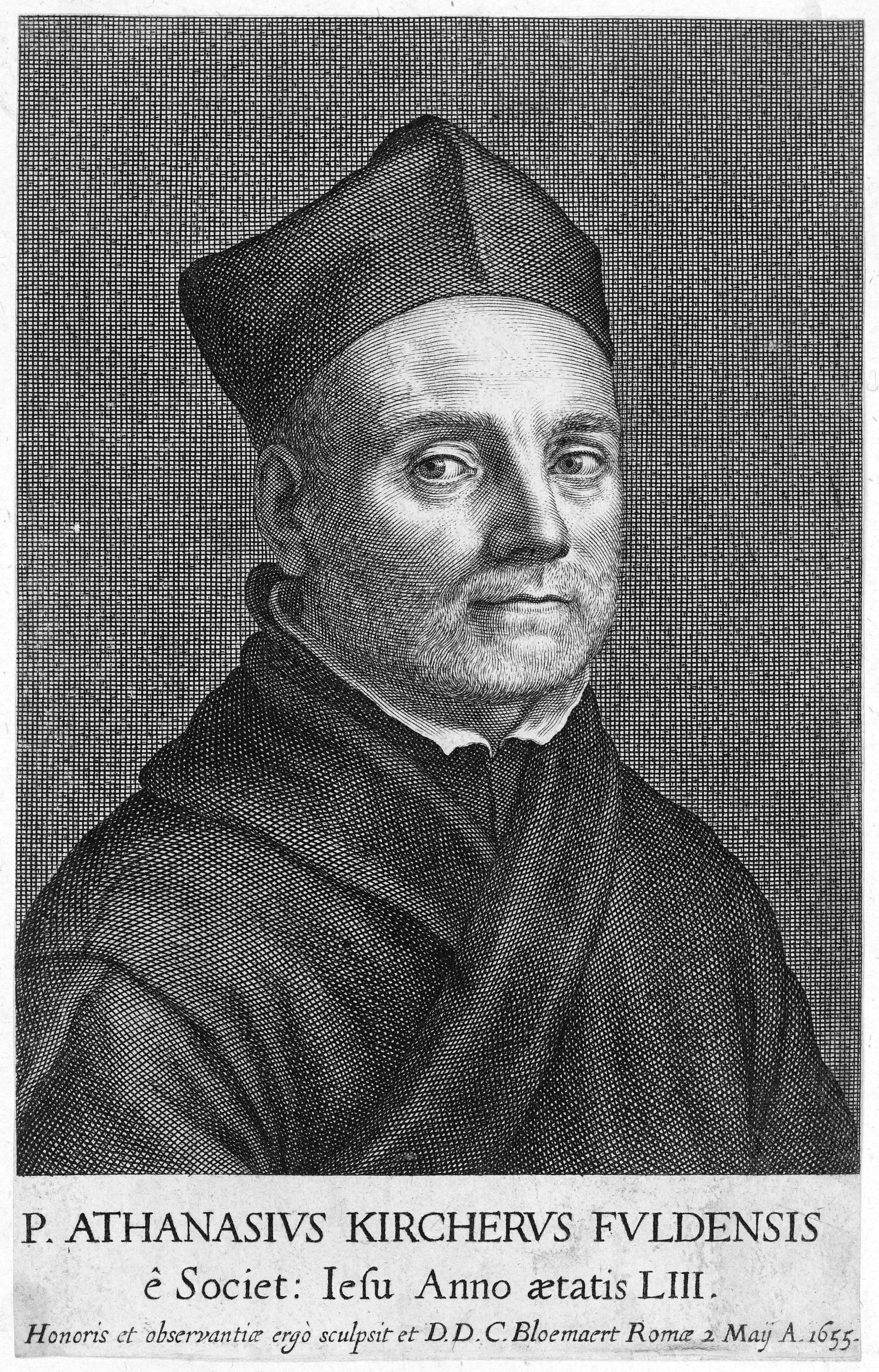
أثانيسيوس كيرتشر، هو من أوائل الذين نظروا إلى الميكروبات عن طريق المجهر.

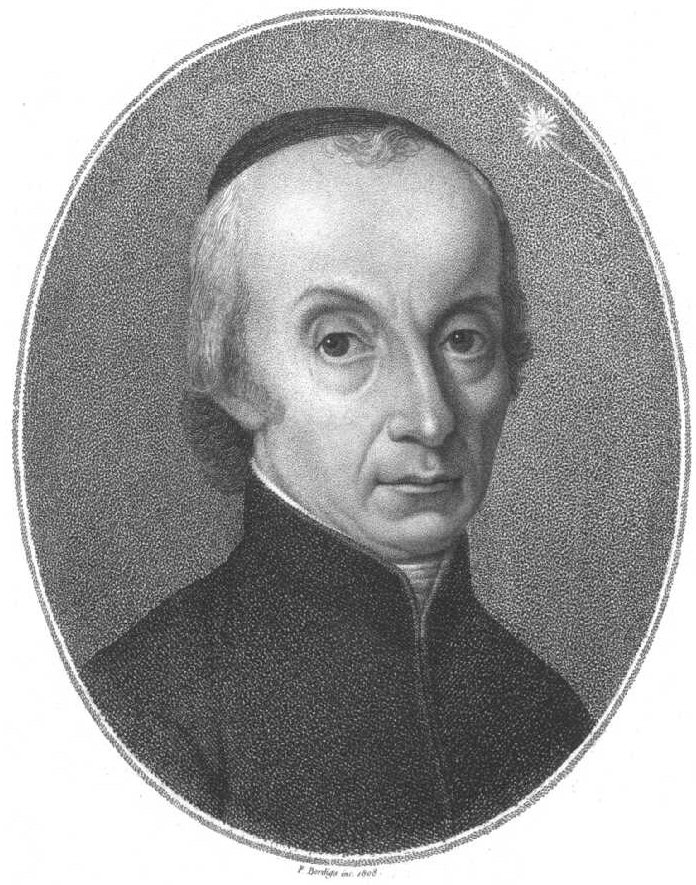
جوزيبي بيازي؛ أكتشف كويكب يدعى سيريس عام 1801م.

- خوسيه دي أكوستا (1539-1600) - مبشرّ يسوعي وعالم في العلوم الطبيعة كتب واحد من أبرز الكتب التي وصفت بشكل مفصل وواقعي العالم الجديد.
- فرانسوا دي آكویلون (1567-1617) - عالم بلجيكي يسوعي في الرياضيات، والفيزياء، والهندسة المعمارية.
- لورينزو الباسيتي (1941-2014) - كاهن فيزيائي ولاهوتي.
- ألبرت من سكسونيا (1320-1390) - أسقف ألماني معروف لمساهماته في المنطق والفيزياء. ساعد في تطوير مفهوم النظرية التي كانت مقدمة لفهم النظرية الحديثة.[14]
- ألبيرتوس ماغنوس (1206-1280) - راهب من رهبنة الدومينيكان حقق الشهرة لمعرفته الشاملة ودعوته للتعايش السلمي بين العلم والدين. ويعتبر أعظم لاهوتي وفيلسوف الألماني من العصور الوسطى.[15] كان أول من بين دارسي القرون الوسطى الذي طبـّق فلسفة أرسطو في الفكر المسيحي. من إنجازاته في الكيمياء: اكتشاف عنصر الزرنيخ عام 1250م.
- جوليو ألينيو (1582-1649) - راهب ولاهوتي يسوعي، وعالم في الفلك والرياضيات. تم ارساله إلى الشرق الأقصى للتبشير. حيث كتب هناك خمسة وعشرون كتابًا باللغة الصينية.
- خوسيه ماريا ألوغي (1856-1930) - كاهن وعالم في الأرصاد الجوية ومخترع جهاز قياس للعناصر الجوية.
- خوسيه أنطونيو دي ألزاتي ذ راميريز (1737-1799) - كاهن، وعالم، ومؤرخ، وراسم خرائط، وعالم في الأرصاد الجوية حيث كتب أكثر من ثلاثين أطروحة على مجموعة متنوعة من الموضوعات العلمية.
- جيوفاني أنتونيلي (1818-1872) - كاهن ومدير مرصد Ximenian في مدينة فلورنسا، تعاون أيضًا على تصميم نموذج أولي من محرك الإحتراق الداخلي
- نيكولو أريتي (1709-1767) - عالم يسوعي الذي كتب مقالات في الضوء والحرارة والكهرباء.
- ماريانو أرتيجاس (1938-2006) - عالم وفيلسوف ولاهوتي وكاهن وفيزيائي إسباني، حصل على جائزة مؤسسة تمبلتون في عام 1995.
- جوزيبي أسكلبي (1706-1776) - راهب يسوعية وعالم فلكي وطبيب حيث شغل منصب مدير المرصد كلجو رومانو. سمين الفوهة القمرية أسكلبي على أسمه.
- أرمان دافيد (1826-1900) - عالم نبات فرنسي.
- أنطونيو خوسيه كافانيليس (1745-1804) - عالم نبات إسباني.[16]

### ب

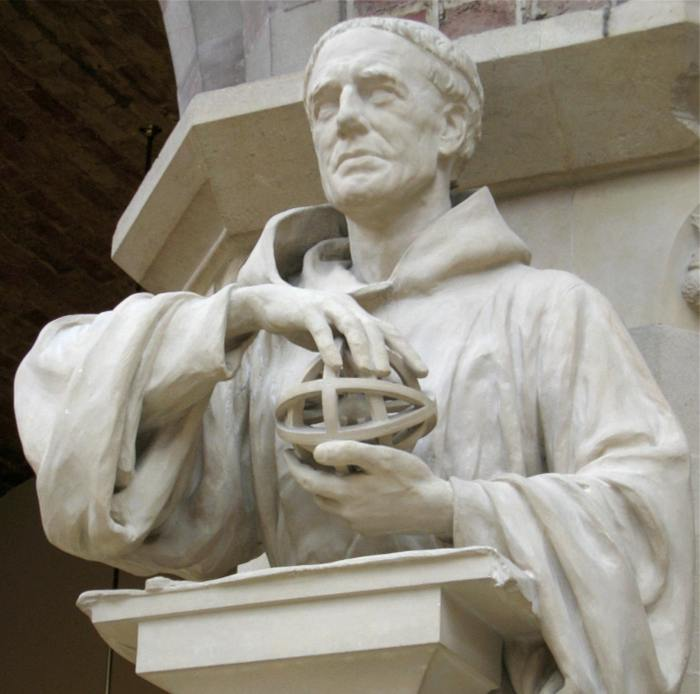
روجر باكون؛ يشكر أحياناً على إنجازه كأول أوروبي يضع قوانين المنهج العلمي.

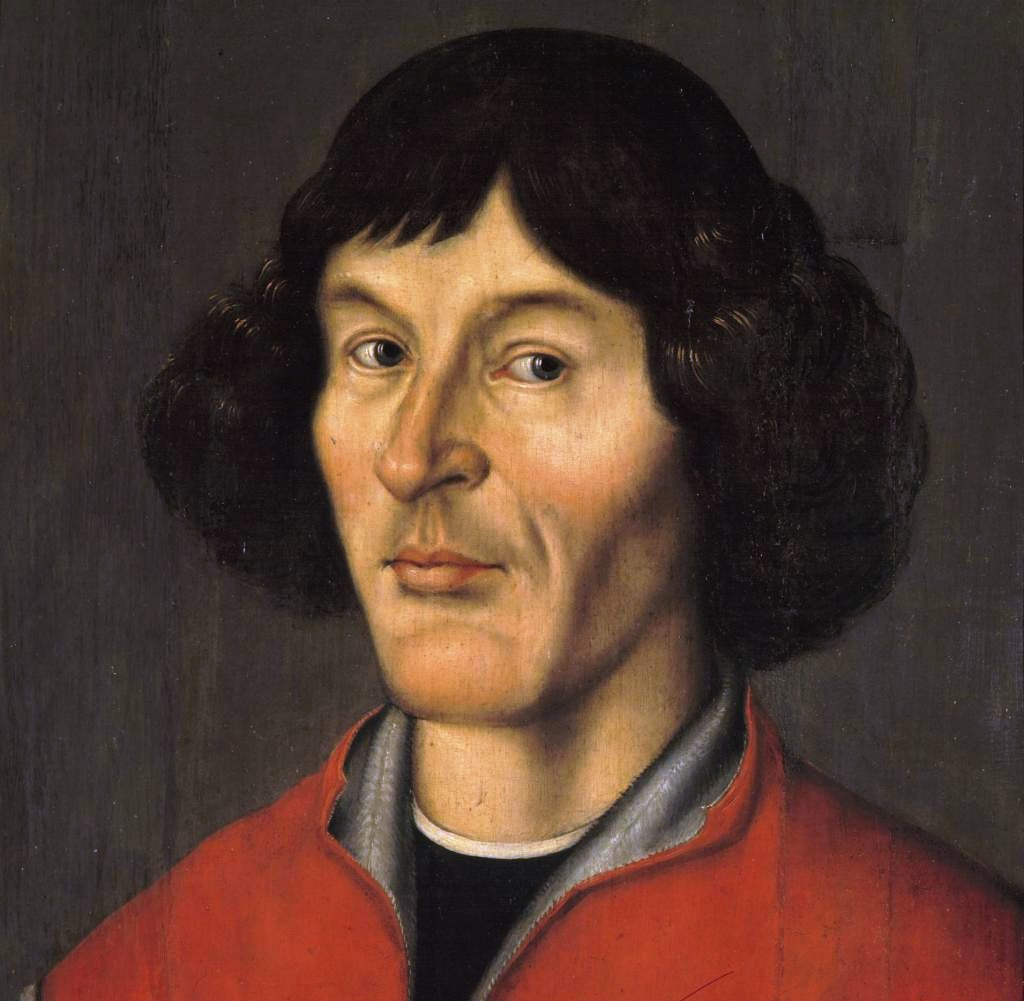
نيكولاس كوبرنيكوس، يعتبر أول من صاغ نظرية مركزية الشمس.

- روجر باكون (1214-1294) - راهب فرنسيسكاني قدم مساهمات كبيرة في الرياضيات والبصريات وصفت بأنها سباقة المنهج العلمي الحديث.
- برناردينو بالدي (1533-1617) - راهب وعالم رياضيات.
- يوجينيو برسناتي (1821-1864) - مخترع أولى أشكال محرك الإحتراق الداخلي.
- برنارد بولزانو (1781-1848) - رجال دين كاثوليكي وعالم رياضيات تشيكي وعالم منطق وفيلسوف وعالم إلاهيات. سميت مبرهنة بولزانو-ويرستراس الرياضياتيّة على شرفه.
- بيازي (1749-1826) - فلكيا، ورياضياتيا وراهبا في «المجتمع الرهباني الكاثوليكي». اشتهر بيازي باكتشافه كويكب يدعى سيريس عام 1801م في باليرمو.
- بيير تيلار دي شاردان (1881-1955) - فيلسوف وكاهن يسوعي وجيولوجي فرنسي والذي تخصص بعلم حفريات ما قبل التاريخ والحفريات وساهم باكتشاف إنسان بكين. ومن أعماله تصور فكرة نقطة أوميغا وتطوير مفهوم فلاديمير فردانسكي المعروف بمجال العقل أو مجال نو.
- بيير جاسندي (1592-1655) - فيلسوف فرنسي وعالم فلك ورياضياتي.
- باولو بوتشوني (1633-1704) عالم النبات السيسترسي الذي ساهم في مجالات الطب وعلم السموم

### ت
- توماس لينيكر (1460-1524) - عالم وطبيب إنجليزي. كان طبيب البلاط على عهدي الملكيين هنري السابع وهنري الثامن ملك إنجلترا. وفي خلال حكم الملك هنري الثامن أسس لينيكر الكلية الملكية للأطباء، وكان من معززي المعرفة الجديدة في إنجلترا، وهو مؤسس ومحرك التعليم الحديث في إنجلترا.

### ث
- ثيودوريك من فرايبرغ (1250-1310) - عالم لاهوت وفيزيائي ألماني، تتلمذ على يدي ألبرت العظيم. في الوقت الذي فشل فيه العلماء حتى القرن الثالث عشر في تقديم تفسير لظاهرة قوس قزح، نجح ثيودوريك في مطلع القرن الرابع عشر في تحليل تلك الظاهرة تحليلاً هندسيًا سليمًا، والتي عدها البعض التطور الأكثر دراماتيكية في علم البصريات في القرنين الرابع عشر والخامس عشر.[17]

### ج
- جورج كوين (1933- الآن) - كاهن مسيحي، وفلكي، ومدير سابق لمرصد الفاتيكان ورئيس مجموعة أبحاث المرصد الذي مقره في جامعة أريزونا في توكسون، أريزونا. منذ يناير 2012، وقد شغل منصب رئيس ماكديفيت لالفلسفة الدينية في كلية موين في سيراكيوز، نيويورك. وهو معارض صريح للتصميم الذكي.[18]
- جورج لومتر (1894-1966) - هو عالم فلك وكاهن كاثوليكي اقترح ما سمي فيما بعد نظرية الانفجار العظيم لنشأة الكون، وقد سماها من قبل «افتراض الذرة الأولية».[19][20]
- جوردانو برونو (1548-1600) - كان راهبا أيضا في البداية ولكنه انتقل من الدراسات اللاهوتية إلى الفلسفة فيما بعد. وقد اعتنق نظرية كوبرنيكوس عن دوران الأرض على الرغم من انها كانت محرمة من قبل رجال الدين آنذاك وذهب إلى أبعد منها آن ذاك بوضعه فرضية أن النظام الشمسى هو واحد من مجموعة نظم تغطى الكون في صورة نجوم وألوهية ولانهائية الكون.
- جون بيكهام (1230-1292) - كتب بيكهام عددًا من الأعمال في علم البصريات والفلسفة واللاهوت وكذلك كتابة بعض التراتيل. لا زالت العديد من المخطوطات التي تحوي أعماله موجودة.
- جيوسيب بيانكاني (1566-1624) - رجل دين يسوعي وفلكي ورياضياتي إيطالي من بولونيا، سميت باسمه اللاتيني "Blancanus" إحدى فوهات القمر البركانية.
- جيوفاني باتيستا ريتشيولي (1598-1671) - عالم فلك وقس كاثوليكي يسوعي إيطالي. عرف ريتشيولي بتجاربه حول استخدام البندول وحول سقوط الأجسام كالكرات الخشبية والرصاصية، إضافة إلى أبحاثه حول القمر وحركة الأرض.
- جيوفاني باتيستا زوبي (1590-1650) - فلكي وعالم رياضيات وراهب إيطالي. ولد في كاتنزارو سنة 1590 وكان أول من اكتشف سنة 1639 بأن عطارد له طور كوكبي مثل القمر والزهرة.كما شرح مداره حول الشمس وكان ذلك بعد 30 سنة من تصميم تلسكوب جاليليو جاليلي.
- جيوفاني جيرولامو ساتشيري (1667-1733) - كاهن يسوعي فيلسوف مدرسي ورياضياتي إيطالي. عرف اليوم بعمله الأخير الذي نشره في عام 1733 قبل وقت قصير من وفاته، "Euclides ab omni naevo vindicatus" («التحرر من كل الأخطاء الإقليدية»)، والذي ظل مهملاً حتى قام يوجينيو بلترامي بإعادة اكتشافه في منتصف القرن التاسع عشر.

### ر

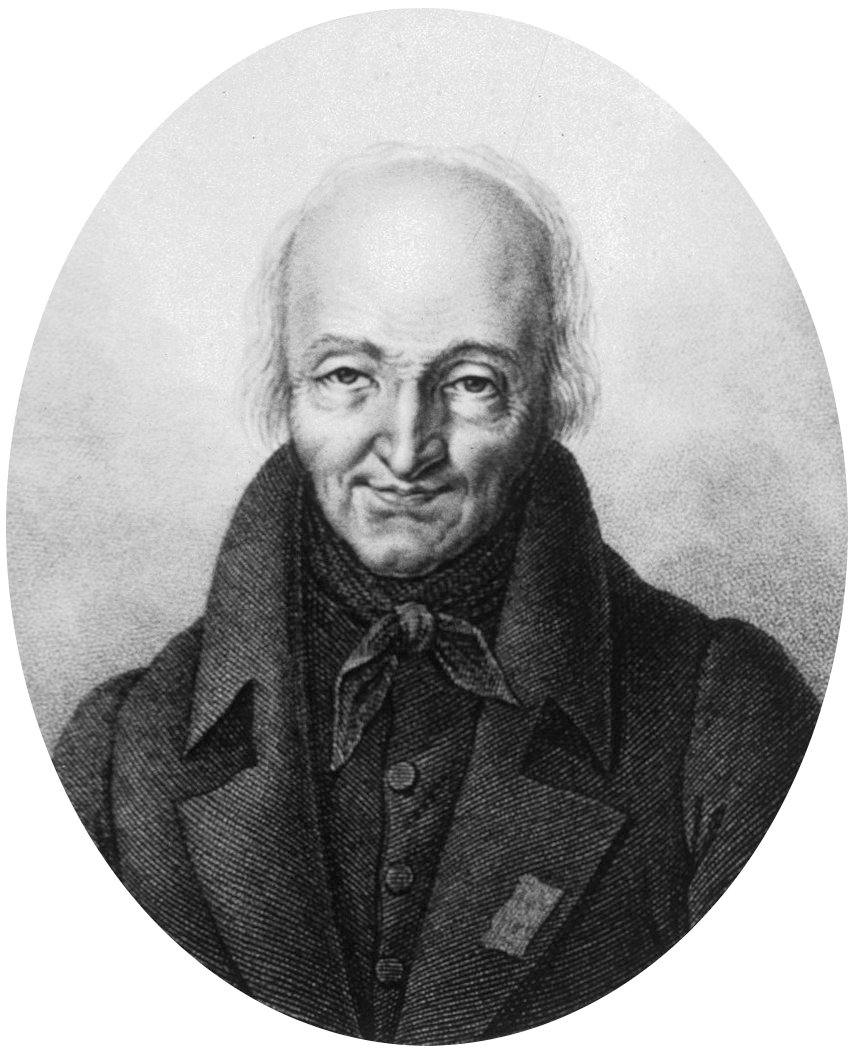
رينيه جست أيوي، راهب كاثوليكي، وأبو علم البلورات الحديثة.

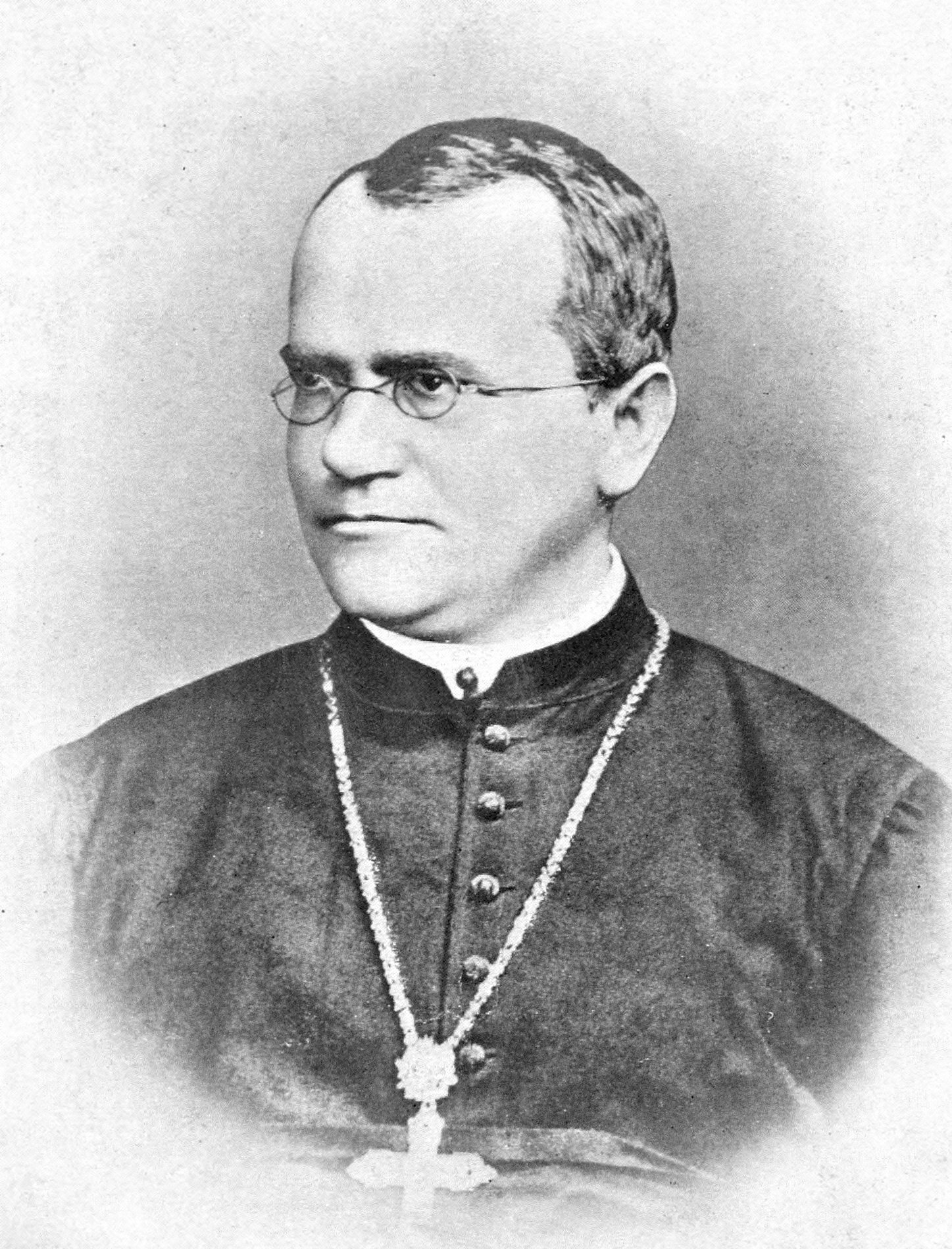
غريغور مندل، أبو علم الوراثة.

- روبرت جروسيتيست (1175-1253) - رجل دولة إنجليزي، مدرسي، ولاهوتي، وعالم وأسقف لينكولن. يدعى أليستير كاميرون كرومبي «المؤسس الحقيقي للتقليد الفكر العلمي في العصور الوسطى بأكسفورد، وفي بعض النواحي، من المؤسس الحقيقي للتقليد الفكري الإنجليزي الحديث».
- رينيه جست أيوي (1743-1822) - عالم فرنسي متخصص في علم البلورات وعلم المعادن، وقد أطلق على رينيه جست أيوي بكونه «أبو علم البلورات الحديثة».[4]

### س
- سلفستر الثاني (930-1003) - بابا فرنسي. وهو البابا الوحيد الذي تعلم العربية وأتقن العلوم عند العرب. وفد أعتبر بعض المؤرخين أن الإستشراق يعود إلى الراهب الفرنسي «جريردوي أورالياك» الذي قصد بلاد الأندلس الإسلامية وتتلمذ على أساتذتها في أشبيلية وقرطبة، حتى أصبح أوسع علماء عصره الأوربيين إطلاعاً، وقد تقلد فيما بعد منصب البابوية في روما باسم سلفستر الثاني (999-1003م)[21] وقد زار واطلع على معارف العديد من مناطق دول العالم العربي والإسلامي القديم كجامعة القرويين بالمغرب.[22][23]

### غ

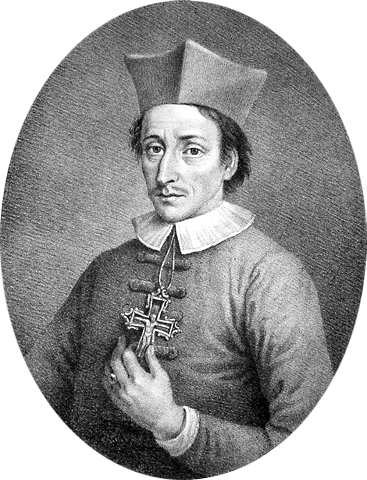
نيكولاس ستينو، كان عالما رائدا في كل من التشريح والجيولوجيا.

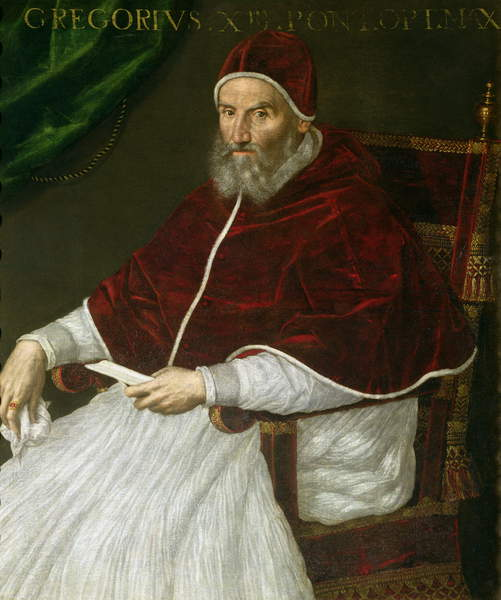
البابا غريغوريوس الثالث عشر معروف في إصلاح التقويم واصدار التقويم الغريغوري.

- غريغور يوهان مندل (1822-1884) - هو أبو علم الوراثة، وعالم نبات وراهب نمساوي أجرى الكثير من التجارب واكتشف القوانين الأساسية للوراثة. أدت تجاربه في تكاثر نبات البازلاء إلى تطور علم الوراثة وكانت تجاربه هي الأساس لعلم الوراثة الذي يشهد تقدماً في عالم اليوم.
- غريغوريوس الثالث عشر (1502-1585) - بدأ اهتمام الكنيسة في علم الفلك مع مخاوف عملية بحتة، في القرن 16 بدأ غريغوريوس الثالث عشر في إصلاح التقويم واصدار التقويم الغريغوري بمعونة من الكاهن الفلكي كريستوفر كلافيوس. الأسباب الموجبة للإصلاح هو ان متوسط طول السنة في التقويم اليولياني طويل جدا، والتاريخ الفعلي لربيعي الاعتدال قد انخفض ببطء إلى 10 اذار، بينما كانت حسابات تاريخ عيد الفصح التقليدية لا تزال تتبع تاريخ 21 اذار. وقد سمي هذا الجدول الزمني بالغريغوري؛ وبات التقويم الميلادي التقويم الأكثر انتشارًا في العالم ويعتبر التقويم الدولي في العصر الحديث،[24] مما يجعله مساهمة هامة للكنيسة الكاثوليكية إلى الحضارة الغربية والإنسانية.[25][26][27]

### ف

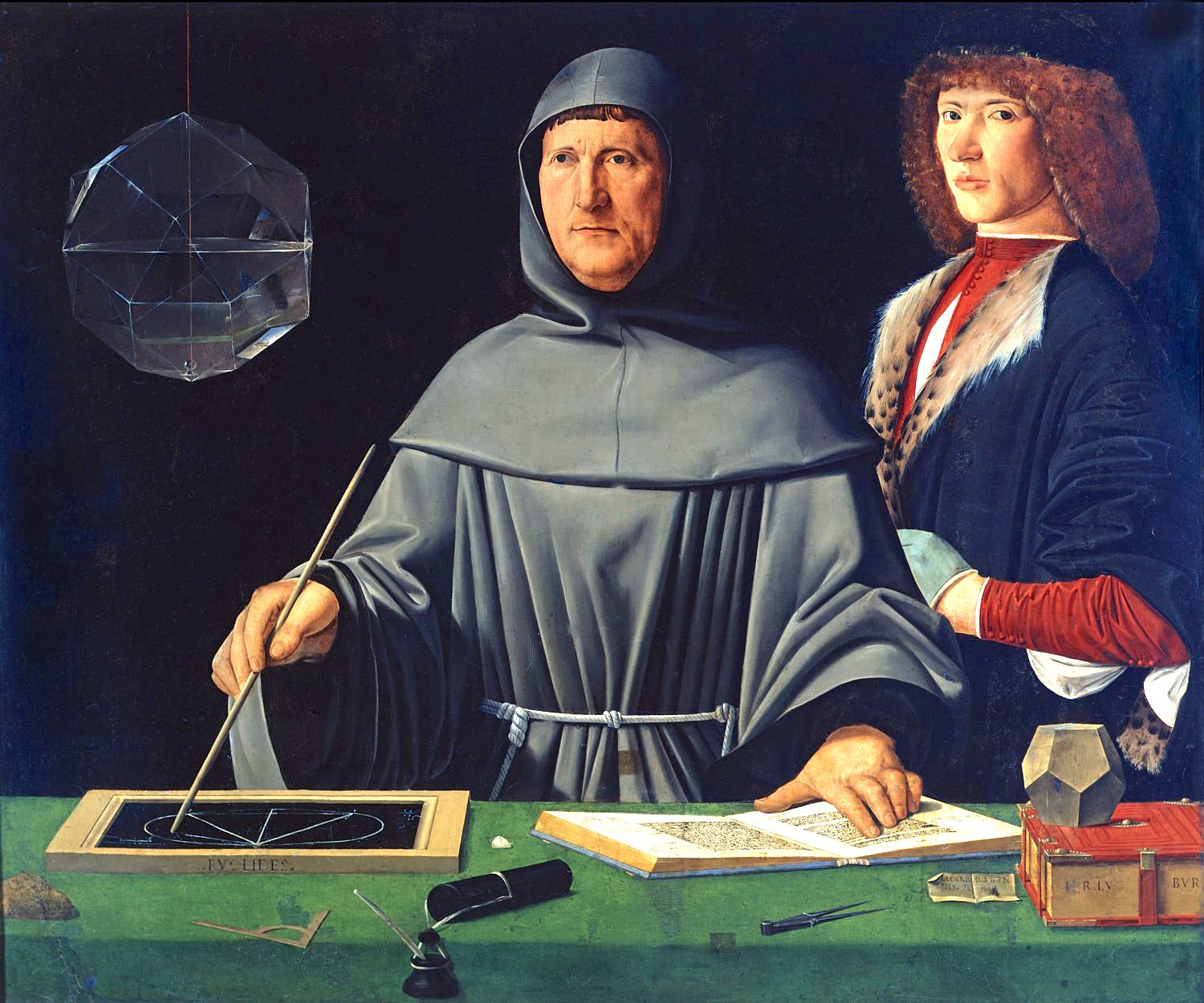
لوكا باتشولي، تنسب أصول علم المحاسبة إلى أعماله.

- فرانشيسكو ماريا جريمالدي (1618-1663) - عالم رياضيات وفيزيائي إيطالي درس بكلية اليسوعيين ببولونيا.

### ك
- أثانيسيوس كيرتشر (1602-1680) - هو عالم-يسوعي من القرن السابع عشر من ألمانيا نشر ما يقارب 40 عملاً، كان أكثرها وضوحاً ما كان في مجال أنظمة الكتابة، الجيولوجيا، الصيدلة.وهو الذي أخترع المكبر. قام بدراسة أولية على الهيروغيليفية المصرية ويعتبر أبو علم المصريات. وهو من أوائل الذين نظروا إلى الميكروبات عن طريق المجهر. وقد سبق وقته بالقول أن الطاعون سببه مخلوق مجهري، وكان من أوائل الناس في إجراء الخطوات الفعالة لمنع نقل المرض. وقد قورن هذا العالم بليوناردو دا فينشي بسبب أعماله وجهده الجدي فيها. وكان نجم عصره في العلوم، وقد مدحه العالم إدوارد شميدت، ووصفه بـ«رجل عصر النهضة».
- كريستوفر كالفوس (1538-1612) - كان يسوعي ورياضياتي وفلكي ألماني الذي يرجع إليه الفضل الرئيسي في ضبط التقويم الميلادي الحديث. في السنوات الأخيرة من حياته، اعتبر الفلكي الأفضل في أوروبا، وظلت كتب تستخدم لأغراض التعليم الفلكي لأكثر من خمسين عامًا في أوروبا.

### ل
- لادزارو سبالانساني (1729-1799) - قس وعالم أحياء إيطالي تجريبي، يعتبر أبو التلقيح الاصطناعي. عمل على إثبات أن الهضم ليس وسيلة مكانيكية فقط، بل تتدخل معه بعض التفاعلات الكيميائية. كما أجرى أبحاثا هامة عن تخصيب الحيوانات (1780). وأثبت وجود أحياء دقيقة للغاية في الهواء لا يمكن رؤيتها بالعين، وأن الأنواع الموجودة منها في الأطعمة، يُمكن قتلها بوساطة الغلي. كما أنه أول من راقب انقسام الخلايا البكتيرية المعزولة. كما أشار إلى أن الخفاش (الوطواط) يمكنه تفادي الاصطدام بحواجز من الحبال، ولو كان أعمى، وأن حيوان السمندر ينمو له بديل عن الأطراف المعطوبة. كما يعد أول من وصف الجنين بأنه يتكون من امشاج ذكرية وامشاج انثوية.
- لوكا باتشولي (1445-1517) - عالم رياضيات إيطالي، تنسب أصول علم المحاسبة إلى أعماله. كتاباته العلمية، رغم أنها كانت فقيرة في مستواها، كانت القاعدة لأعمال علماء رياضيات القرن السادس عشر، بضمن ذلك كاردان وتارتاليا. في عمله الأول مسائل الرياضيات والجبر والنسبة والتناسب (باللاتينية: Summa de Arithmetica, Geometria, Proportioni, et Proportionalita)، وكتبه في فينيسيا عام 1494، كتب كثيرا عن كتابات ليوناردو دا بيزا (فيبوناتشي) على نظرية الأعداد. في الحقيقة فقد أبقى هكذا بعض الأجزاء من الأعمال المفقودة لذلك الرياضياتي. وتطبيق الجبر على الهندسة، والمعالجات لنظرية الاحتمالات تساعد أيضا لجعل هذه الإطروحة بارزة. وهناك النسب الإلهية (باللاتينية: Divina Proportion) (فينيسيا، 1509)، كتب ببعض التعاون من ناحية ليوناردو دا فنشي. وهو يهتم بصورة رئيسية ببعض النظريات على نقش الأشكال متعددة السطوح ولاستعمال الرسائل للإشارة إلى الكميات العددية. وكذلك طبعته لكتاب إقليدس نشرت في عام 1509 في فينيسيا. قدم باتشولي بشكل علمي ومتكامل نظام القيد المزدوج الذي يمثل العمود الفقري لأي نظام محاسبي في وقتنا الحاضر، كما يضمن هذا النظام إنتاج معلومات مالية بشكل كفء ودقيق على أسس رياضي.

### م
- ماتيو ريتشي (1522-1610) - راهب إيطالي عاش شطرًا من حياته في الصين وكان مبشرا متقنا للغة الصينية.[28] كان أول شخص غير صيني يتجاز امتحانات الخدمة المدنية الصينية. كان الامتحان صعبا للغاية ويتضمن حفظ مجلدات كاملة من الشعر الصيني التقليدي، ولا تبلغ نسبة من يتجاوزه الواحد بالمئة، إلا أن ريتشي تمكّن من النجاح به بعد أن واظب على تعلّم اللغة الصينية خلال عشرة أعوام فقط. يعتبر أول وسيط بين الحضارتين الغربية والصينية.[29]
- مارتن فالدسميلر (1470-1520) - رسام خرائط ألماني من عصر النهضة. في 25 أبريل 1507 يطبع كتابا تحت اسم مقدمة في الكوسموغرافيا (Cosmographiæ Introductio) يستعمل لأول مرة اسم أمريكا المقتبسة من اسم أمريكو فسبوشي لينعت به اسم الأراضي المكتشفة للعالم الجديد.
- مارين ميرسين (1588-1648) - عالم إلهيات وفيلسوف ورياضياتي وعالم في نظرية الموسيقى. كان لميرسين علاقة صداقة قوية مع رينيه ديكارت وكان يدعم آراءه في الفلسفة. في المرحلة اللاحقة من حياته، ركز ميرسين أعماله حول الرياضيات، الفيزياء، نظرية الموسيقى، وعلم الصوت، وقام بالعديد من التجارب في هذه المجالات. في الرياضيات، طوّر ميرسين معادلة شهيرة للأعداد الأولية تعرف اليوم بمعادلة أعداد ميرسين الأولية.

### ن
- نقولاس الكوزاني (1401-1464) - فيلسوف ولاهوتي ورياضي ألماني.[30]
- نيكول أورسمه (1329-1382) - كان فيلسوفاً هاماً في أواخر العصور الوسطى. كتب أعمالاً مؤثرة في الاقتصاد، الرياضيات، الفيزياء، الفلك، الفلسفة، واللاهوت؛ وكان أسقف ليزيو، ومترجم ومستشار الملك شارل الخامس من فرنسا، وربما أحد أكثر المفكرين جدة في القرن 14.[31]
- نيكولا كلود فابري دي بايرسك (1580-1637) - مفكر في العهد الباروكي، مستشار في برلمان المنطقة، عالم، كاتب وعالم الفلك وجامع.[32] وهو معروف بقيامه بأول خريطة شاملة للقمر على أساس الملاحظات تلسكوبية.
- نيكولا مالبرانش (1638-1715) - يعد أحد الفلاسفة العقلانيين في القرن السابع عشر. سعى مالبرانش في أعماله إلى تخليق أفكار أوغسطينوس وديكارت من أجل إظهار وتبيان الدور الفعال للرب في كل منحى من مناحي الحياة. عُرف مالبرانش بمذهبه الخاص في تصوره عن الإله، كما عرف بتبنيه المذهي الظرفي.
- نيكولاس ستينو (1638-1686) - رجل دين كاثوليكي دانماركي وكان عالما رائدا في كل من التشريح والجيولوجيا.
- نيكولاس كوبرنيكوس (1473-1543) - كان راهباً وعالماً رياضياتياً وفيلسوفا فلكياً وقانونياً وطبيباً وإدارياً ودبلوماسياً وجندياً بولندياً كان أحد أعظم علماء عصره. يعتبر أول من صاغ نظرية مركزية الشمس وكون الأرض جرماً يدور في فلكها في كتابه «حول دوران الأجرام السماوية». وهو مطور نظرية دوران الأرض، ويعتبر مؤسس علم الفلك الحديث. الذي ينتمي لعصر النهضة الأوروبية - 1400 إلى 1600 ميلادية -.
- نيكولاس لويس دو لكيل (1713-1762) - رجل دين كاثوليكي فرنسي. عمل في الفلك والرياضيات. وكان عضوًا في الأكاديمية السويدية الملكية للعلوم.

### و
- وليم الأوكامي (1288-1348) - أخوي ومدرسي إنكليزي. يعتبر وليام الأوكامي بالترافق مع توما الأكويني، دونس سكوتوس، وابن رشد من عظماء المفكرين في القرون الوسطى، له فكرة فلسفية تسمى شفرة أوكام والتي توضح أن أبسط السبل لحل المشكلة هو الحل الصحيح لها.
- ويتلو (1230-1314) - راهب وعالم لاهوت وفيزيائي وفيلسوف ورياضياتي بولندي، يعد من الشخصية الهامة في تاريخ الفلسفة في بولندا. وقد خلد اسمه بإطلاق اسمه على فوهة على القمر.

## مواقع خارجية
- The Catholic Laboratory